# Megaloníssi (Crète)
Megaloníssi (grec moderne : Μεγαλονήσι, Grande île) est un îlot situé au Sud de l'île grecque de Crète dans la Mer de Libye. Cet îlot accueille un phare. L'îlot se situe dans une baie entre les caps Líthino et Kefalás, à Kommós (en), près de Gortyne. Il dépend du district régional d'Héraklion.

## Groupe d'îlots
Il fait partie d'un groupe de quatre îlot dans la baie, les îlots Papadoplaka (en) (à l'Ouest), Megaloníssi, Mikroníssi (en) (aussi connu sous le nom d'Ágios Pávlos) et Trafos (en).